# دان وايت (سياسي)
دان جيمس وايت (بالإنجليزية: Dan James  White)‏ (2 سبتمبر 1946 – 21 أكتوبر 1985) هو سياسي أمريكي، ولدفي ولاية كاليفورنيا بالولايات المتحدة، وتوفي بنفس المكان. كان عضوًا في الحزب الديمقراطي. اغتال عمدة سان فرانسيسكو جورج موسكون وقتل هارفي ميلك الذي كان يدّفاع عن حقوق المثليين، في 27 نوفمبر 1978، بمركز مدينة سان فرانسيسكو.

## نشأته
ولد وايت في لونغ بيتش بولاية كاليفورنيا، ترتيبهُ الثاني بين أخوتهُ التسعة. نشأ على يد والديه وهم من الطبقة العاملة من أصل إيرلندي أمريكي بحي فيزيتاسيون فالي في مدينة سان فرانسيسكو. التحق بثانوية رئيس الأساقفة ريوردان ولكن طُرد من المدرسة بسبب أعمال العنف التي فعلها في سنته الأولى للدراسة، بعدها أنتقل إلى مدرسة وودرو ويلسون الثانوية، (أعيدت تسميتها لاحقًا باسم "Phillip and Sala Burton HS") حيث كان طالبًا متفوقًا في فصله.

## انتحاره
في 21 أكتوبر عام 1985، بعد أقل من عامين من إطلاق سراحه من السجن، انتحر دان وايت عن طريق التسمم بأول أكسيد الكربون في مرآبه. عثر شقيقه توماس على جثتة قبل الساعة الثانية مساءً بقليل أي نفس يوم الذي انتحر فيه.
دُفن وايت في مقبرة جولدن جيت الوطنية في سان برونو بولاية كاليفورنيا، مع شاهد قبر تقليدي يصدر للمحاربين القدامى على نفقة الحكومة الأمريكية، وترك خلفهُ ولدين وطفلة رضيعة وزوجته.

## روابط خارجية
- دان وايت على موقع IMDb (الإنجليزية)
- دان وايت على موقع الموسوعة البريطانية (الإنجليزية)
- دان وايت على موقع إن إن دي بي (الإنجليزية)